# 苻崇
苻崇（4世紀—394年），十六国前秦末主。
苻崇是高帝苻登之子，太初三年（388年）八月立為太子。
太初九年（394年）七月，苻登兵敗，被後秦姚興殺死，崇逃到湟中即帝位，改元延初。十月，苻崇被隴西鮮卑的梁王乞伏歸（後來的西秦王）驅逐，逃到隴西王楊定那裡。楊定率領二萬人與苻崇共攻乾歸，先勝後大敗，定及崇俱被殺，乾歸盡有隴西之地。
前秦太子苻宣投靠仇池楊盛，不再設置郡縣，前秦亡。